# Mos.ru
Mos.ru — официальный портал мэра и правительства Москвы.
Новая версия сайта была запущена 26 октября 2015 года. Главная задача портала — создать единое веб-пространство мегаполиса, с помощью которого москвичи смогут «в одном окне» найти нужные им городские площадки и онлайн-сервисы. Здесь можно получить интерактивные инструкции по самым распространённым проблемам, узнать новости города, своего округа или района, посмотреть афишу.
Всего портал Мосуслуг включает в себя более 300 услуг и сервисов, более 170 электронных услуг и сервисов, более 7 млн физических лиц и 20 тысяч юридических.
Новый сайт мэра и правительства Москвы сделан по примерам других крупнейших мегаполисов мира, к примеру, Нью-Йорка Архивная копия от 15 марта 2022 на Wayback Machine и Лондона Архивная копия от 16 августа 2019 на Wayback Machine. В основу новой концепции официального веб-пространства города легли результаты анализа нескольких миллионов запросов москвичей на городских сайтах и в поисковых системах. Самые популярные запросы касались досуга (более 16 миллионов запросов в месяц), работы (более 15 миллионов запросов в месяц), школьного обучения (более 6 миллионов запросов в месяц), жилищных проблем (более 4 миллионов запросов в месяц), лечения (более 3 миллионов запросов в месяц), штрафов (более 1,5 миллиона запросов в месяц).
В апреле 2017 года на краудсорсинговой платформе «Город Идей» прошел  проект «Мой mos.ru», разбирались идеи по улучшению инфраструктуры города и в сфере государственных услуг. По итогам проекта было отобрано лучших 89 идей для реализации.
Существует англоязычная и китайская версии сайта, ориентированные на туристов и экспатов.

## Рубрикатор

### Городской советник
Раздел «Городской советник» создан на основе наиболее часто встречающихся поисковых запросов.
Это «путеводитель» по основным проблемам, с которыми чаще всего сталкиваются жители Москвы. В разделе собраны пошаговые инструкции по 330 жизненным ситуациям — от смены фамилии до регистрации автомобиля.
Все пункты для удобства отсортированы по популярности и по 14 категориям (безопасность, двор, документы, дом, здоровье, образование, работа, семья, спорт, культура, отдых, транспорт, экология и другие).

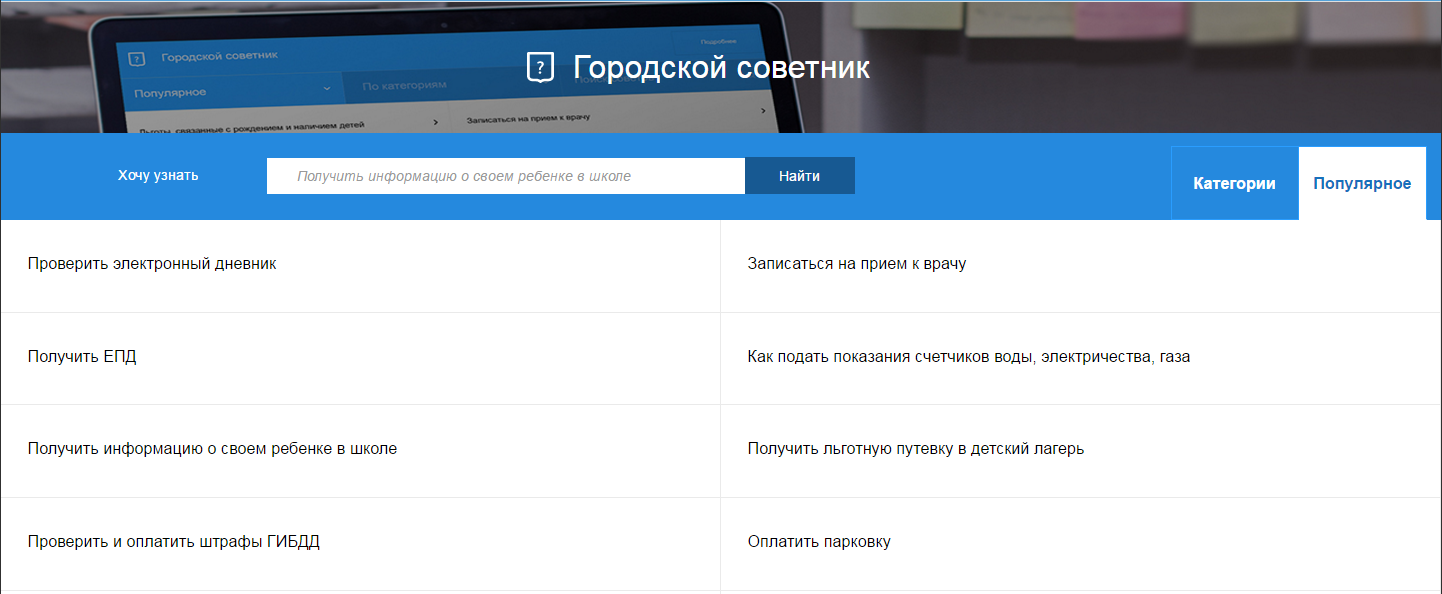
Главная страница раздела «Городской советник»

Популярные жизненные ситуации на сайте: проверить электронный дневник, записаться на приём к врачу, получить единый платёжный документ, проверить и оплатить штрафы ГИБДД, оплатить парковку, найти и вернуть эвакуированный автомобиль, зарегистрировать автомобиль или мотоцикл, сообщить о нарушении правил оплаты труда (задержки, «серые зарплаты»), получить психологическую помощь, узнать и получить свой ИНН, оформить полис ОМС, оформить визу для поездки за рубеж.
«Городской советник» не заменяет городской сайт госуслуг pgu.mos.ru, а является навигатором по городским и федеральным услугам.

### Московский календарь
В разделе собрана информация обо всех городских праздниках, фестивалях, ярмарках, акциях, мастер-классах, выставках, спектаклях и спортивных событиях. С помощью фильтров пользователь может настроить городскую афишу «под себя», выбрав, например, только бесплатные события или мероприятия в своём округе.

### Новости
Лента новостей как всего города, так и округов и районов. В разделе публикуются интервью руководителей органов исполнительной власти, информация о работе городских служб и структур, о строительных, транспортных проектах (как планируемых, так и реализованных), изменениях законодательства, инициативах городских властей; получить информацию об ограничениях движения в городе, работе общественного транспорта, в том числе Московского метрополитена, погоде.
В разделе «Новости» Архивная копия от 2 апреля 2016 на Wayback Machine также проводятся прямые видеотрансляции ряда городских мероприятий.

### Власть
В разделе представлена информация о руководстве Москвы, органах исполнительной власти, территориальном устройстве города. Здесь же опубликованы нормативные правовые акты города, проекты документов, этапы общественного обсуждения правовых актов и государственных программ города.

### Мэр
В разделе Архивная копия от 31 мая 2016 на Wayback Machine собрана информация о работе мэра Москвы Сергея Собянина: деятельность, биография, интервью, стенограммы, телеграммы, презентации.

## Статистика и посещаемость
- Домен вошёл в десятку самых популярных государственных интернет-порталов в мире.
- По данным аналитической компании SimilarWeb, в месяц аудитория сайта составляет 77,3 миллиона, что делает его 24-м по посещаемости среди всех сайтов по России и 361-м в мире[10].
- Самый старый государственный портал в России, домен создан 23 декабря 1996 года[10].
- В два раза выросла посещаемость после перезапуска 26 октября 2015 года[11]
- 330 жизненных ситуаций описано[12]
- Более полумиллиона уникальных посетителей после перезапуска[13].